# Ectemna carinata
Ectemna carinata är en insektsart som beskrevs av Brunner von Wattenwyl 1878. Ectemna carinata ingår i släktet Ectemna och familjen vårtbitare. Inga underarter finns listade i Catalogue of Life.